# Detektory jonizacyjne

Poglądowy schemat komory jonizacyjnej (gwiazdka – czynnik jonizujący)

Poglądowa zależność natężenia prądu od natężenia pola elektrycznego

Detektory jonizacyjne – grupa detektorów stosowanych do oznaczeń stężenia składników mieszanin gazowych, których działanie polega na pomiarach (z zastosowaniem elektrometru) natężenia prądu płynącego przez gaz w komorze jonizacyjnej. Jonizacja gazu zachodzi pod wpływem promieniowania jonizującego lub w płomieniu. Natężenie prądu jest skorelowane ze stężeniem składników gazu, które ulegają jonizacji, przy czym jest niezbędna kalibracja urządzeń w warunkach pomiarów. Detektory jonizacyjne są stosowane w takich analizatorach gazów, jak dozymetry lub chromatografy gazowe.

## Zasada działania
Możliwość wykorzystania w czasie analiz składu gazów (uważanych za doskonałe izolatory) zjawiska przewodzenia prądu elektrycznego, wskazał J. E. Lovelock na początku drugiej połowy XX wieku. Przewodnictwo elektryczne gazu pojawia się, gdy część jego cząsteczek ulegnie jonizacji, np. w płomieniu palnika wodorowego lub pod wpływem promieniowania jonizującego. W pierwszych detektorach jonizację wywoływano stosując izotopy promieniotwórcze.
Pod wpływem kwantów dostarczanej energii neutralne cząsteczki gazu nośnego i zawarte w nim składniki analizowanego gazu (próbki rozdzielanej w kolumnie GC) ulegają przekształceniu w jony, które kierują się do odpowiednich elektrod zasilanych z zewnętrznego źródła napięcia. Natężenie prądu, który płynie wówczas w obwodzie elektrycznym zależy od zewnętrznego napięcia i gęstości jonowej, związanej ze stężeniem związków ulegających jonizacji. W przypadku, gdy gęstości jonowe są małe, na wykresie zależności natężenia prądu od napięcia wyodrębnia się zakres:
- niskich wartości napięcia, w którym jest spełniane prawo Ohma
- średnich wartości napięcia, w którym natężenie prądu niemal nie zależy od napięcia
- dużych napięć, w którym  natężenie prądu szybko wzrasta (zmierzając asymptotycznie do nieskończoności)

Prąd płynący w zakresie plateau jest nazywany prądem nasycenia. Jego wartość jest bezpośrednio związana z liczbą jonów obecnych w komorze (wszystkie powstające jony są wychwytywane przez odpowiednie elektrody). Przy bardzo wysokich napięciach zachodzi, coraz bardziej intensywnie, jonizacja neutralnych cząsteczek wskutek ich zderzeń z szybkimi jonami. Zakres pierwszy zwiększa się ze wzrostem stężenia cząsteczek ulegających jonizacji, co powoduje zmniejszanie się zakresu plateau.  W czasie analiz stosuje się wartości napięcia zbliżone do górnej granicy tego zakresu, co gwarantuje zbieranie na elektrodach wszystkich powstających jonów przy wysokich stężeniach analitów.
Dolna granica wykrywalności związków chemicznych zależy od tego, w jakim stopniu w danej komorze ulegają jonizacji cząsteczki gazu nośnego. Lovelock stwierdził (1958), że teoretycznie określona granica wykrywalności jest proporcjonalna pierwiastka kwadratowego z liczby jonów, wytwarzanych w czystym gazie nośnym.
Rodzaj gazu nośnego jest również czynnikiem, od którego zależy możliwość rekombinacji powstających nośników ładunku (jonów lub elektronów) przed ich dotarciem do odpowiednich elektrod. W wypadku stosowania powietrza jako gazu nośnego swobodne elektrony ulegają rekombinacji w zderzeniach z cząsteczkami tlenu, tworząc mniej ruchliwe aniony. Stopień rekombinacji jest mniejszy w małych komorach  przy wyższych napięciach. W niektórych detektorach zjawisko wychwytywania swobodnych elektronów, które powoduje zmniejszenie się natężenia prądu, jest wykorzystywane w celu oznaczania małych stężeń związków elektroujemnych, obecnych w gazie nośnym wychwytującym elektrony w dużo mniejszym stopniu.

## Rodzaje detektorów jonizacyjnych
Spośród detektorów jonizacyjnych wymieniane są np.:
- detektor płomieniowo-jonizacyjny (FID) – jonizacja analitów w płomieniu palnika wodorowego
- detektor fotojonizacyjny (PID) – jonizacja pod wpływem promieniowania nadfioletowego (ultrafioletu)
- detektor azotowo-fosforowy (NPD; termojonowy) - jonizacja w plazmie w wyniku katalitycznego działania metali alkalicznych (wykrywanie śladowych ilości związków organicznych zawierających azot lub fosfor)
- detektor pulsacyjno-wyładowczy (VICI PDD) - jonizacja pod wpływem pulsacyjnych wyładowań prądu stałego w helu
- detektory radiojonizacyjne - jonizacja pod wpływem promieniowania radioizotopów, np.: 63Ni, 3H (tryt), 90Sr, 147Pm, 226Ra[1]
  - detektor jonizacyjny przekrojowy – patent D.J. Pompeo i J.W. Otvosa[6]
  - detektor jonizacyjno-argonowy – opracowany przez J.E. Lovelocka[2]
  - detektor jonizacyjny trójelektrodowy – modyfikacja detektora argonowego
  - detektor wychwytu elektronów (electron capture detector, ECD) – nazywany też „detektorem jonizacyjnym rekombinacyjnym”

## Ogólna charakterystyka
Minimalna ilość wykrywanych związków, określona teoretycznie przez Lovelocka, wynosi np.:
- detektor płomieniowo-jonizacyjny – 108 moli/s
- detektor argonowy – 106 moli/s
- detektor rekombinacyjny – 2 × 105 moli/s

Ze względu na dużą prędkość jonów w stosunku do prędkości przepływu gazu nośnego przez kolumny chromatograficzne detektory jonizacyjne są mało wrażliwe na wahania przepływu gazu. Wykazują niewielką wrażliwość na zmiany temperatury. Górna i dolna temperatura pracy jest zależna od właściwości materiałów konstrukcyjnych, stosowanych jako izolatory. Czynnikiem niekorzystnym jest obecność wody w badanym gazie oraz zanieczyszczeń gazu nośnego, które ulegają jonizacji. Powoduje to zwiększenie szumu i pojawienie się zależności wskazań detektora od prędkości gazu nośnego.